# Tayloria octoblepharum
Tayloria octoblepharum är en bladmossart som beskrevs av Mitten 1882. Tayloria octoblepharum ingår i släktet trumpetmossor, och familjen Splachnaceae. Inga underarter finns listade i Catalogue of Life.